# ليام ديفيز
ليام ديفيز (بالإنجليزية: Liam Davis)‏ (23 نوفمبر 1986 في المملكة المتحدة - ) هو لاعب كرة قدم بريطاني في مركز الوسط. لعب مع أكسفورد يونايتد وكوفنتري سيتي ونادي فولهام ويوفل تاون ونادي بيتربورو يونايتد وغايس غوتنبرغ ونادي نورثامبتون تاون.

## وصلات خارجية
- ليام ديفيز على موقع قاعدة بيانات كرة القدم.إي يو (الإنجليزية)
- ليام ديفيز على موقع Soccerbase.com (لاعب) (الإنجليزية)
- ليام ديفيز على موقع Soccerway.com (الإنجليزية)